# Alte Kaserne (Swakopmund)
Die Alte Kaserne ist eine historische Festungsanlage in Swakopmund in der Region Erongo in Namibia.  Sie wurde am 2. November 1973 in die Liste des Nationalen Erbes Namibias aufgenommen und ist auch auf dem Wappen der Stadt Swakopmund abgebildet.
Sie wurde in den Jahren 1905 und 1906, zu Zeiten Deutsch-Südwestafrikas, zur Unterbringung der Arbeiter der 2. Kaiserlichen Eisenbahn-Bau Kompanie errichtet. Diese bauten die Jetty.  Anschließend wurden hier Soldaten der Schutztruppe untergebracht. Bis 1993 diente das Gebäude als Schule und seitdem als Jugendherberge.
Das Gebäude besteht aus zwei Flügeln von 55 bzw. 45,5 Metern Länge. Zwei zweigeschossige Türme sind in der Mitte zu finden. Die Ecken sind von kleinen Türmen gekennzeichnet.